# 斯捷潘 (鎮)

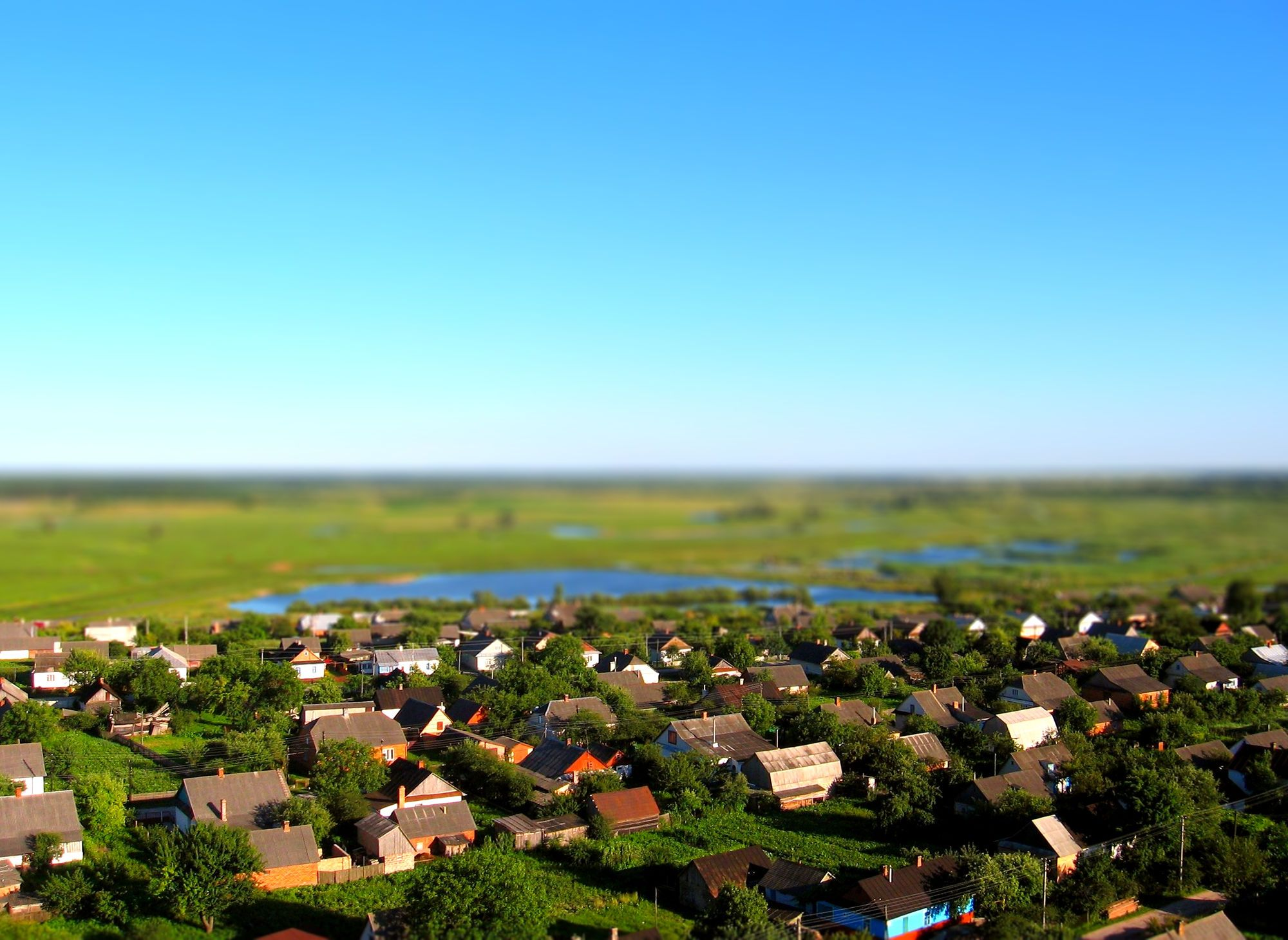
全景图

斯捷潘（羅馬化：Stepan）是烏克蘭西北部羅夫諾州薩爾內區斯捷潘市镇内的鎮及其行政中心，處於戈倫河畔，始建於1005年，面積3.33平方公里，2011年人口4,108人，人口密度每平方公里1,233.6人。